# سيسيل إي. جاكسون
سيسيل إي. جاكسون هو سياسي كندي، ولد في 1872، وتوفي في 1956.